# Ittoku Kishibe
Ittoku Kishibe (岸部一徳, Kishibe Ittoku), né le 9 janvier 1947 à Kyoto, est un acteur japonais.

## Biographie
Ittoku Kishibe est le frère de l'acteur Shirō Kishibe (ja).

## Filmographie partielle
- 1983 : Les Quatre Sœurs Makioka (細雪, Sasame-yuki?) de Kon Ichikawa : Itakura
- 1983 : The Girl Who Leapt Through Time (時をかける少女, Toki o kakeru shōjo?) de Nobuhiko Ōbayashi : Toshimi Fukushima
- 1984 : Osōshiki (お葬式?) de Jūzō Itami
- 1985 : Sombre crépuscule (花いちもんめ, Hana ichimonme?) de Shun’ya Itō : Yoshikazu Ishimoto
- 1986 : Prise finale (キネマの天地, Kinema no tenchi?) de Yōji Yamada : le réalisateur Ogata
- 1989 : Violent Cop (その男、凶暴につき, Sono otoko kyobo ni tsuki?) de Takeshi Kitano : Nito
- 1990 : L'Aiguillon de la mort (死の棘, Shi no toge?) de Kōhei Oguri : Toshio
- 1991 : Futari (ふたり?) de Nobuhiko Ōbayashi : Yuichi Kitao
- 1992 : Femme dans un enfer d'huile (女殺油地獄, Onna goroshi abura no jigoku?) de Hideo Gosha
- 1992 : Seishun dendekedekedeke (青春デンデケデケデケ?) de Nobuhiko Ōbayashi : Terauchi-sensei
- 1993 : Bokura wa minna ikiteiru (僕らはみんな生きている?) de Yōjirō Takita
- 1993 : Emporté par les flots : Samurai Kids (水の旅人 侍KIDS, Mizu no tabibito : Samurai kizzu?)
- 1993 : Mourir à l'hôpital (病院で死ぬということ, Byōin de shinu to iu koto?) de Jun Ichikawa
- 1993 : Le Retour de Monjiro Kogarashi (帰って来た木枯し紋次郎, Kaettekita Kogarashi Monjirō?) de Kon Ichikawa
- 1993 : Kyōso tanjō (教祖誕生?) de Toshihiro Tenma
- 1996 : L'Homme qui dort (眠る男, Nemuru otoko?) de Kōhei Oguri : le chef
- 1998 : Shark Skin Man and Peach Hip Girl (鮫肌男と桃尻女, Samehada otoko to momojiri onna?) de Katsuhito Ishii : Tanuki
- 1999 : 39 keihō dai sanjūkyū jō (＜３９＞ ［刑法第三十九条］?) de Yoshimitsu Morita : l'inspecteur Nagoshi
- 2000 : Séance (降霊, Kōrei?) de Kiyoshi Kurosawa : professeur
- 2000 : Le Visage (顔, Kao?) de Junji Sakamoto : Eiichi Hanada
- 2001 : The Yin-Yang Master (Onmyōji) de Yōjirō Takita : The Mikado
- 2003 : Zatoichi (座頭市?) de Takeshi Kitano : Ginzo
- 2004 : Survive Style 5+ de Gen Sekiguchi
- 2004 : Vital (ヴィタール?) de Shin'ya Tsukamoto : le docteur Kashiwabuchi
- 2005 : La Laitière (いつか読書する日, Itsuka dokusho suruhi?) d'Akira Ogata : Kaita Takanashi
- 2005 : Hibi (火火?) de Banmei Takahashi
- 2005 : La Forêt oubliée (埋もれ木, Umoregi?) de Kōhei Oguri : Marui le menuisier
- 2005 : Aegis (亡国のイージス, Bōkoku no iijisu?) de Junji Sakamoto : Kazuma Seto
- 2006 : Hula Girls (フラガール, Hura gāru?) de Lee Sang-il : Norio Yoshimoto
- 2008 : Osaka Hamlet (大阪ハムレット, Ōsaka Hamuretto?) de Fujirō Mitsuishi
- 2011 : Ōshikamura sōdōki (大鹿村騒動記?) de Junji Sakamoto
- 2018 : Soratobu taiya (空飛ぶタイヤ?) de Katsuhide Motoki : Takeshi Kano
- 2018 : Kita no sakuramori (北の桜守?) de Yōjirō Takita
- 2023 : Kubi (首?) de Takeshi Kitano : Sen no Rikyū

## Distinctions
Sauf indication contraire, les informations mentionnées dans cette section peuvent être confirmées par la base de données cinématographiques IMDb,  présente dans la section « Liens externes ».

### Récompenses
- 1991 : Japan Academy Prize du meilleur acteur pour son interprétation dans L'Aiguillon de la mort[1]
- 1991 : prix Kinema Junpō du meilleur acteur pour son interprétation dans L'Aiguillon de la mort[2]
- 1993 : Hōchi Film Award du meilleur acteur dans un second rôle pour son interprétation dans Bokura wa minna ikiteiru et Mourir à l'hôpital[3]
- 1994 : prix Kinema Junpō du meilleur acteur dans un second rôle pour son interprétation dans Bokura wa minna ikiteiru et Mourir à l'hôpital[4]
- 2006 : prix du meilleur acteur dans un second rôle au festival du film de Yokohama pour ses interprétations dans Itsuka dokusho suruhi, Hibi, Aegis et Vital
- 2008 : prix spécial au festival international du film de Tokyo pour son interprétation dans Osaka Hamlet (sélection Japanese Eyes)
- 2010 : Prix du film Mainichi du meilleur acteur dans un second rôle pour son interprétation dans Osaka Hamlet[5]

### Nominations
- 1994 : Japan Academy Prize du meilleur acteur dans un second rôle pour ses interprétations dans Le Retour de Monjiro Kogarashi, Kyōso tanjō, Mourir à l'hôpital, Bokura wa minna ikiteiru et Emporté par les flots : Samurai Kids[6]
- 2012 : Japan Academy Prize du meilleur acteur dans un second rôle pour son interprétation dans Ōshikamura sōdōki[7]
- 2019 : Japan Academy Prize du meilleur acteur dans un second rôle pour son interprétation dans Kita no sakuramori[8]